# جذور القضية الفلسطينية (كتاب)
جذور القضية الفلسطينية هو كتاب للكاتب الفلسطيني إميل توما صدر عام 1973 عن منظمة التحرير الفلسطينية، مركز الأبحاث في بيروت، يقع في 315 صفحة. يتحدث الكتاب عن الجذور التاريخية والسياسية للقضية الفلسطينية منذ ولادتها إلى قيام ما تسمى دولة إسرائيل، يتحدث ايضاً عن المقاومة الفلسطينية منذ بدايتها.

## ملخص الكتاب
يستعرض الكتاب التطورات التاريخية والسياسية التي أدت إلى نشوء القضية الفلسطينية. بدء الكاتب بتحليل نشأة الحركة الصهيونية، مروراً بالسياسات الإستعمارية البريطانية وصولاً إلى تأسيس ما يُعرف بدولة إسرائيل عام 1948. يؤكد إيميل أن العديد من الكتابات حول القضية الفلسطينية قد تعرضت للتزييف والضياع. ويتناول الكتاب دور الانتداب الريطاني في فلسطين بعد الحرب العالمية الأولى، ووعد بلفور الذي كان له دور كبير في تسريع الهجرة الصهيونية، والمقاومة العربية للاحتلال البريطاني والمخططات الصهيونية، وما رافق ذلك من ثورات وهبّات وقرارات كقرار تقسيم دولة فلسطين وقيام دولة صهيونية.

## اقتاباسات
لم تكن إقامة الدولة اليهودية في فلسطين عملًا إنسانيًا وعادلًا بل ضرورة سياسية في الذهن البريطاني.